# Starosta (Česko)
Starosta je v českém pojetí osoba zvolená do čela obce či její samosprávné části nebo jiné korporace (například spolku či občanského sdružení, tradičně například v Sokolu či Orlu). Starostou může být osoba starší 18 let. Slovo starosta pochází z výrazu starati se a bylo původně rodu ženského. Tento termín se používá i v některých spolcích jako funkce analogická k předsedovi. U starých Slovanů byli starostové správci společného majetku rodu, ve středověku se starostovi říkalo rychtář.

## Starostové obcí a jejich částí v České republice
V Česku je starosta jednočlenným orgánem obce, městské části nebo městského obvodu, který je zastupuje navenek. Starostové jsou voleni do čela obcí bez zvláštního statusu i obcí se statusem městyse nebo města s výjimkou statutárních měst a hlavního města, dále do čela samosprávných městských částí v hlavním městě nebo statutárních městech nebo městských obvodů. Osoba v čele statutárního nebo hlavního města v obdobném postavení je označována primátor.
Starosta musí být vždy (na rozdíl od člena zastupitelstva obce) občanem České republiky. Volí jej zastupitelstvo obce, kterému se také za výkon své funkce zodpovídá, a zastupuje ho jeden či více místostarostů. Starosta je ze své funkce členem rady obce a zároveň stojí v čele obecního úřadu. Zákoník práce se na něj nevztahuje.
Starostovi jsou svěřeny zejména tyto pravomoci:
- odpovídá za informování veřejnosti o činnosti obce
- svolává a zpravidla řídí zasedání zastupitelstva obce a rady obce
- spolu s místostarostou nebo jiným radním podepisuje právní předpisy obce, usnesení zastupitelstva obce a rady obce, také podpisuje spolu s ověřovateli zápisy z jednání zastupitelstva obce a zápisy z jednání rady obce
- může pozastavit výkon usnesení rady obce, má-li za to, že je nesprávné (věc pak předloží k rozhodnutí nejbližšímu zasedání zastupitelstva obce)
- může požadovat po Policii České republiky spolupráci při zabezpečení místních záležitostí veřejného pořádku
- má právo užívat při významných příležitostech a občanských obřadech závěsný odznak obce
- odpovídá za včasné objednání přezkoumání hospodaření obce za uplynulý kalendářní rok
- se souhlasem ředitele krajského úřadu jmenuje a odvolává tajemníka obecního úřadu a stanoví jeho plat
- pokud v obci není tajemník obecního úřadu, pak za obec plní úkoly zaměstnavatele (zejména uzavírá a ukončuje pracovní poměr se zaměstnanci obce a stanoví jim plat) a také zabezpečuje výkon přenesené působnosti obce
- případně plní další úkoly stanovené zvláštním zákonem

Úkony, které vyžadují schválení zastupitelstva obce, popřípadě rady obce, může starosta provést jen po jejich předchozím schválení, jinak jsou tyto právní úkony ex tunc (od počátku) neplatné.
Pokud obec nemá zastupitelstvo nebo pokud zastupitelstvo do 6 měsíců od svého ustavujícího zasedání nebo od zániku funkce předchozího starosty v průběhu volebního období nezvolí starostu, je do čela obce jmenován správce obce, který má jen omezené, udržovací pravomoci.